# 宁波百年堂
宁波百年堂是英国圣公会在浙江宁波创建的一所教堂，位于该市市中心区的大梁街63号。
1948年5月，中華圣公会浙江教区鄞城牧区在宁波大梁街动工兴建一座新堂，定名为百年堂，用以纪念英国圣公会在宁波传教一百周年。1848年，英国圣公会差会派遣两位传教士禄赐（William Russell）与戈柏(Cobald)，进入宁波传教，以此为基地，开创了浙江教区，传教范围大约覆盖浙江省的一半地区。
1950年百年堂建成，举行祝圣仪式 。圣公会在宁波市区共设立了3座教堂：大梁街百年堂、孝闻巷基督堂和县学街仁恩堂，百年堂是其中规模最大的一个。
1958年“大跃进”期间，基督教实行联合礼拜，百年堂得以保留。到1965年，宁波的其他教堂均已关闭，百年堂成为该市唯一开放的教堂，但讲道的内容受到极大的限制，教堂只是在形式上还暂时存在。1966年7月9日文革开始，基督教作为“四旧”被打倒，百年堂也被关闭。
1979年4月8日，宁波百年堂成为中国大陆文革以后第一个恢复开放的基督教堂。1990年代，百年堂四周的宁波市中心区建造大片高楼，教堂地基受到损坏，于是百年堂拆除重建，较旧堂有所扩大。1996年6月26日举行感恩礼拜。
百年堂目前是宁波地级市的中心堂，市基督教两会办公所在地 。